# Odessa Munroe
Odessa Munroe (ur. 28 marca 1975 roku w Vancouver) – kanadyjska aktorka i choreograf filmowy.
Występuje w epizodycznych rolach w filmach fabularnych i serialach. Znalazła się w czołówce horroru Ronny'ego Yu Freddy kontra Jason (2003) jako dziewczyna znad jeziora. Jej postać pierwotnie nazywała się Heather, jednak sceny, w których wymawiano jej imię usunięto. Tego samego roku Munroe wystąpiła też w dreszczowcu Davida R. Ellisa Oszukać przeznaczenie 2.